# NGC 416
NGC 416 (другое обозначение — ESO 29-SC32) — звёздное скопление[уточнить] в созвездии Тукан.
Возраст скопления, по последним оценкам, составляет 6.6 ± 0.5 млрд лет, а металличность [Fe/H] = -1.44 ± 0.12 dex (в более старых работах указывался меньший возраст, 2.5 ± 0.7 млрд лет).
Этот объект входит в число перечисленных в оригинальной редакции «Нового общего каталога».